# 江崎浩

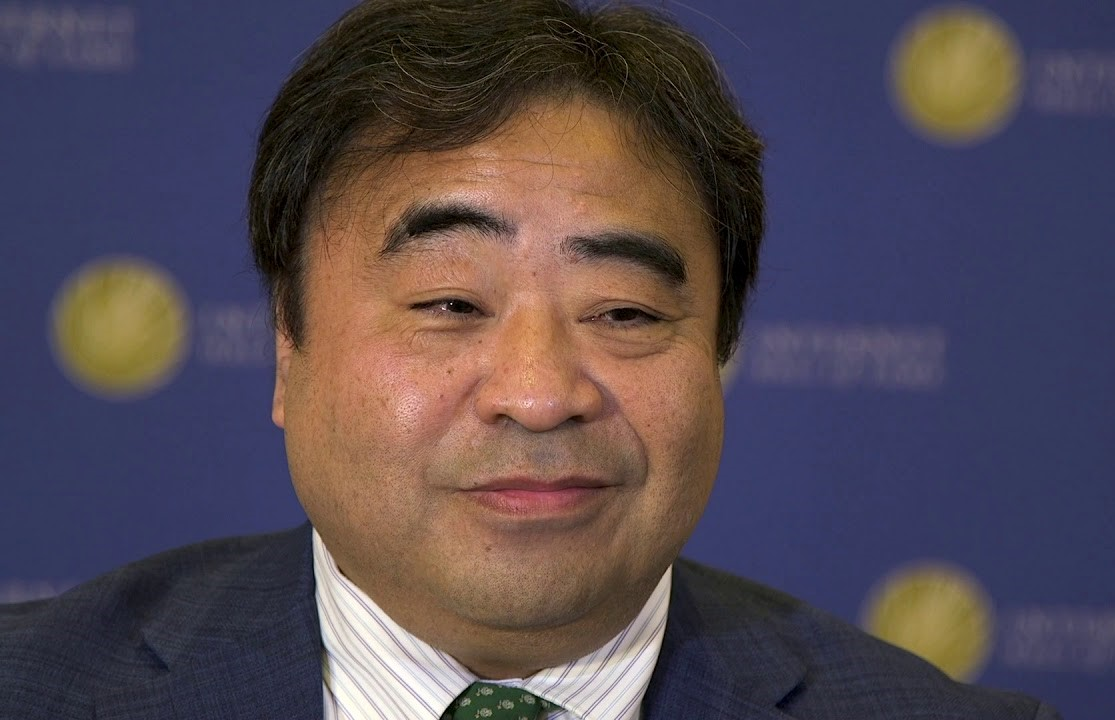

江崎 浩（えさき ひろし、1963年1月18日 - ）は、日本の情報工学者。東京大学大学院情報理工学系研究科教授。デジタル庁Chief Architect。WIDEプロジェクト代表。日本ネットワークインフォメーションセンター理事長。北海道顧問。

## 人物・経歴
本籍は福岡県筑後市大字長崎。1975年筑後市立二川小学校卒業。1978年筑後市立筑後中学校卒業。1981年福岡県立八女高等学校卒業。1985年九州大学工学部電子工学科卒業。1987年九州大学大学院工学研究科電子工学専攻修士課程修了。
東芝入社、総合研究所通信機器研究所入所。1990年ベルコア客員研究員。1994年コロンビア大学電気通信研究所客員研究員。1997年東芝コンピュータネットワークプロダクト事業部に異動。1998年東京大学大型計算機センター研究開発部助教授、WIDEプロジェクト運営協議会委員、博士（工学）。1999年東京大学情報基盤センタ研究開発部助教授。1999年ワイドリサーチ取締役、アヴァブネットジャパン取締役。2001年東京大学大学院情報理工学系研究科電子情報学専攻助教授。2004年IRIユビテック取締役。2005年東京大学大学院情報理工学系研究科電子情報学専攻教授。2009年日本データセンター協会 理事・運営委員長。2018年アルテリアネットワークス取締役。2021年デジタル庁Chieff Architect。2023年北海道顧問（再生エネルギー活用促進担当）。WIDEプロジェクト代表、日本ネットワークインフォメーションセンター理事長。北海道ニュートピアデータセンター研究会副代表。
2007年船井情報科学振興賞受賞。

## 著書
- 『ネットワーク工学―インターネットとディジタル技術の基礎』数理工学社 2007年
- 『なぜ東大は30％の節電に成功したのか？』幻冬舎 2012年
- 『インターネット・バイ・デザイン: 21世紀のスマートな社会・産業インフラの創造へ』東京大学出版会 2016年
- 『サイバーファースト　デジタルとリアルの逆転経済』インプレスR&D 2017年